# آبانکورت، اویس
آبانکورت، اویس (به فرانسوی: Abancourt, Oise) یک کامین در فرانسه با جمعیت ۶۴۹ نفر است که در Canton of Formerie واقع شده‌است.